# Антиматерия
Антиматерия е материя, съставена от античастици. Античастиците са частици, изградени от антикварки, а не кварки. Елементарните частици лептони, които не са изградени от кварки имат антилептони. Електроните имат антиматериален аналог наречен антиелектрон или позитрон. Протоните – антипротони, а неутроните – антинеутрони. Намерен е и антиматериален аналог на неутриното, чиято античастица е антинеутриното.
Ако частица и античастица влязат в контакт, те се анихилират и цялата им маса се превръща в енергия, която довежда до възникването на други двойки частици и античастици или се отделя под формата на електромагнитно излъчване. При тези реакции масата в покой не се запазва, въпреки че отношението маса – енергия (E = mc²) остава постоянно.
Ако една частица не е електронеутрална, нейната античастица има противоположен електрически заряд. Частиците и съответните им античастици имат равна маса. Всички античастици имат противоположни квантови числа (това включва заряда, но не и масата). Някои учени смятат, че е възможно да съществуват цели галактики и планети от антиматерия, но това все още не е доказано със сигурност. Четвърт грам антиматерия се анихилира с мощност, равна на 5 килотона. Предполага се, че при Големия взрив всичко се е появило в две форми – материя и антиматерия.

## Откриване на антиматерията
На 8 май 2011 г. екип от CERN успява да улови и задържи атоми антиводород в продължение на цели 1000 секунди – това са близо 17 минути и 10 000 пъти по-дълго, отколкото дотогава. В края на експеримента рекордно задържалата се на този свят антиматерия изчезнала с проблясъци, частица по частица. По-късно е получен и антихелий.

## Съхранение на антиматерията
За да се запазят частиците антиматерия за продължителен период е необходимо те да не влизат в контакт нито с въздуха нито с частите на контейнера. Това се постига при дълбок вакуум в комбинация с магнитни и електрически полета, които карат частиците да левитират във вакуумната камера.